# Anfós jueu
L'anfós jueu, mero rosat, nero bord o nero rosat (Mycteroperca rubra) és una espècie de peix pertanyent a la família dels serrànids.

## Descripció
- Pot arribar a assolir 144 cm de llargària màxima (normalment, en fa 80) i 49,7 kg de pes.
- Cos robust.
- Cap gros amb la mandíbula inferior més gran i prominent que la superior.
- Les dents es troben disposades en dues fileres.
- Preopercle amb fenedura.
- Ulls petits.
- L'opercle té tres espines.
- Aletes pectorals i ventrals grans. Aleta dorsal amb 11 espines dures i 15-17 de toves. Aleta caudal recta.
- La base de les aletes és escatosa.
- Coloració bruna rogenca amb reflexos vinosos, més o menys jaspiat.[4][5][6][7][8]

## Reproducció
És hermafrodita (canvia de femella a mascle), la seua fecundació és externa i la temporada de fresa a la Mediterrània s'esdevé al final de la primavera. Assoleix la maduresa sexual quan fa 27-32 cm de llargària o 4-5 anys.

## Alimentació
Menja mol·luscs (presumiblement, cefalòpodes) i peixets.

## Hàbitat
És un peix marí, demersal i de clima subtropical (43°N-16°S, 20°W-38°E) que viu entre 15-200 m de fondària (normalment, entre 15-50) en fons rocallosos i sorrencs. Els individus joves són comuns a les llacunes dels manglars.

## Distribució geogràfica
Es troba a la Mediterrània i l'Atlàntic oriental (des de Portugal fins al sud d'Angola, exceptuant-ne les illes Açores, Madeira i les Canàries on és substituït per Mycteroperca fusca). A l'Atlàntic occidental és substituït per Mycteroperca acutirostris.

## Ús comercial
Es comercialitza fresc.

## Observacions
És inofensiu per als humans.